# 海珠广场
N 23°7′2.34″N 113°15′41.70″E / 23.1173167°N 113.2615833°E

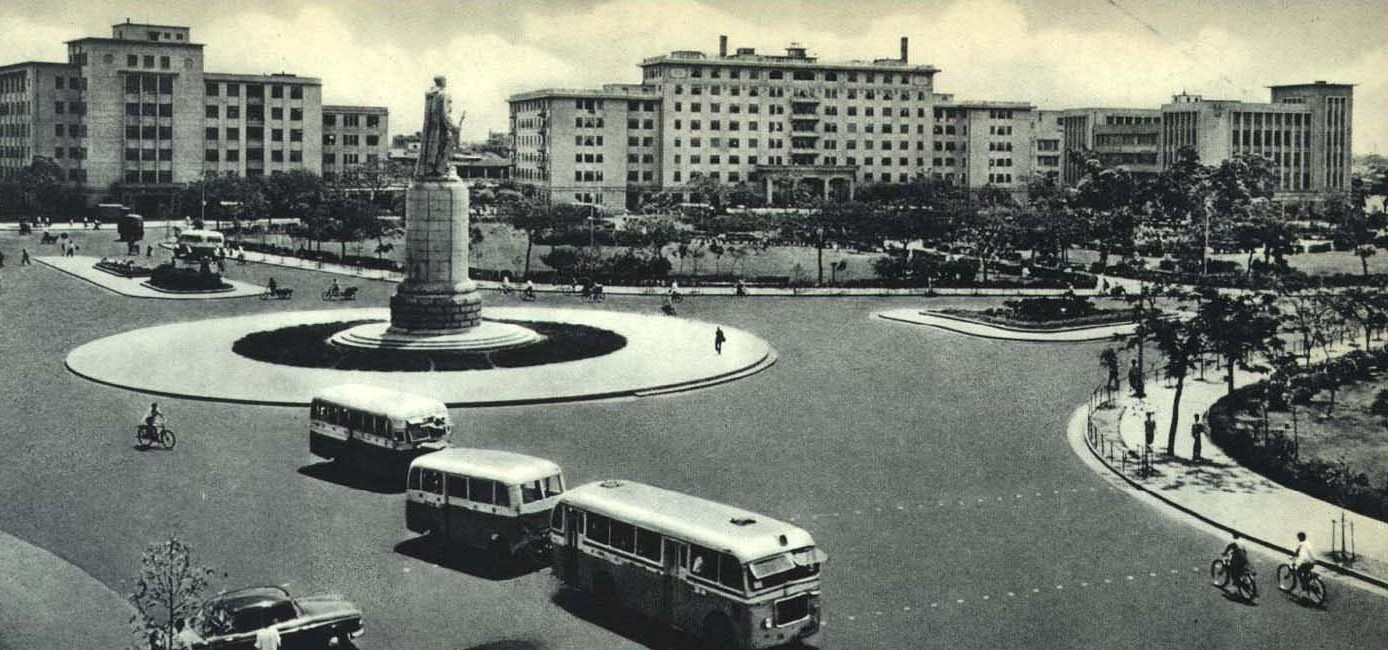
1963年的海珠广场

海珠广场位于中国广州市越秀区广州起义路与一德路、泰康路的交汇处，占地面积为3.5万平方米，该处是广州旧城中心轴线与滨江景观带的交点，是广州目前唯一的滨江广场。

## 历史
清代时，海珠广场一带是广州规模较大的水果和农副产品交易集市“果栏”和“菜栏”。1938年，日军空袭广州，海珠广场一带沦为废墟。中华人民共和国成立后，1951年，广州市人民政府通过以工代赈的形式，对这片区域进行彻底清理，增建公路，1953年辟为城市广场，因地处海珠桥和昔日海珠石附近，被命名为“海珠广场”。
1954年11月1日，海珠广场开展扩建工程，1955年1月5日竣工。1958年4月，为举办广交会，海珠广场进行了重新规划，1959年，中国出口商品陈列馆（起义路馆）在海珠广场北面落成，并承办了第六届至第三十四届广交会。海珠广场西侧原规划建造一座歌剧院，但因故停建，后改建为一座园林式展览馆“谊园”，1959年底，广州解放纪念像在海珠广场北端的交通环岛中央落成。
1963年，海珠广场和广州解放纪念雕像组成的景观，以“珠海丹心”之名入选“羊城八景”。1986年，再次以“珠海晴波”入选“羊城八景”。
由于地铁2号线和地铁6号线要从海珠广场地底通过，故海珠广场从1999年地铁2号线动工起几乎都是围闭施工。直到2015年完成6号线的建设后，海珠广场及周边道路恢复。

## 事件
1989年八九民运在廣州爆发后，海珠广场曾多次被示威者作为集会的地点。
2019年10月1日，为庆祝中华人民共和国成立70周年，海珠广场举行升旗仪式。
2021年7月3日，为庆祝中国共产党成立100周年，海珠广场举行升旗活动。
2022年11月27日入夜后，有群众聚集于海珠广场一带示威抗议，悼念新疆乌鲁木齐火灾。

## 改造争议
2019年8月3日至9月10日，为庆祝中华人民共和国成立70周年，越秀区政府启动海珠广场及周边环境品质提升建设工程，对广场及周边环境进行治理改造。但相关工程铲除了广场的沥青路，并铺装了长约一公里的环广场石板路。但由于石板本身不平整的设计，加上车辆行驶后产生磨损、松散，导致车辆行经时异常颠簸，行人及残障人士通行时极为不便，影响通行效率。同时由于石板路的缝隙较大，雨天容易积水，车辆行驶时会溅起水花。
2023年9月4日，市人大代表段安春建议拆除不实用的石板路，恢复原沥青路面。7日，市民同样向媒体表示应恢复沥青路面。唯当局没有任何表态。
2025年2月23日，有媒体继续关注海珠广场石板路状况。当局也对该路段进行施工，但并非恢复为沥青路面，而是将已有的砖块翘起翻面，然后重新铺设。有媒体亦查出，当局在2019年的整修工程施工前并未进行充分的公示或公众咨询，石板路面的设计初衷亦无从得知；工程完成后，相关部门在面对群众的批评也无公开的整改计划或解释性声明。

## 邻近建筑
- 华夏大酒店
- 广州宾馆
- 中国出口商品陈列馆（现“海印缤缤广场”）
- 广州解放纪念像
- 星寰国际商业中心

## 公共交通
- █2号线、█6号线：海珠广场站